# Louis Delaville
Louis Delaville, né le 21 août 1763 à Jouy-sous-Thelle (Oise) et mort le 1er janvier 1841 à Lens (Pas-de-Calais), est un sculpteur français, lauréat du prix de Rome de sculpture en 1798.

## Biographie
Louis Delaville naît à Jouy-sous-Thelle où son père, Quentin, est laboureur. 
Élève de Louis Boizot et de Jacques-Louis David à l'École des beaux-arts de Paris, il est récompensé en 1798 par le premier prix de sculpture avec Marcellus fait embarquer tous les monuments d'art de Syracuse. Bien que le règlement prévoit d'envoyer les élèves lauréats du grand prix à la villa Médicis à Rome pour y continuer leurs études au frais de la République, Delaville et ses condisciples ne se rendent pas en Italie. Il se contente de percevoir sa pension de 2 400 francs.
Vers 1800, il s’établit définitivement à Lens. Il est en relation depuis longtemps avec Charles-Louis Corbet et avec Philippe-Laurent Roland, originaires tous deux du Nord de la France et qui se sont essayés à la production de terres cuites. Il est lié d’amitié avec un négociant, Alexandre Boiron, dont le fils fabrique des tuiles à Lens, où il est donc assuré d’être bien accueilli. Son mariage en 1809 avec Marie-Jeanne Moreau, la veuve d’Alexandre Boiron, le fixe définitivement dans cette ville.
Dès lors, il se consacre exclusivement au modelage de terres cuites représentant des personnages de la vie quotidienne, comme Le Médecin, L’Huissier, Le Propriétaire, Les Soldats, Les Ouvriers des champs. En les traitant avec ironie, ses œuvres représentent souvent des saynètes amusantes. En 1807, il obtient une médaille d’argent à l’exposition de Douai.
Entré comme[Quoi ?] à l’économat de l’hospice de Lens en 1825, il en devient économe en 1837.
Il meurt à Lens, le 1er janvier 1841.

## Œuvres dans les collections publiques

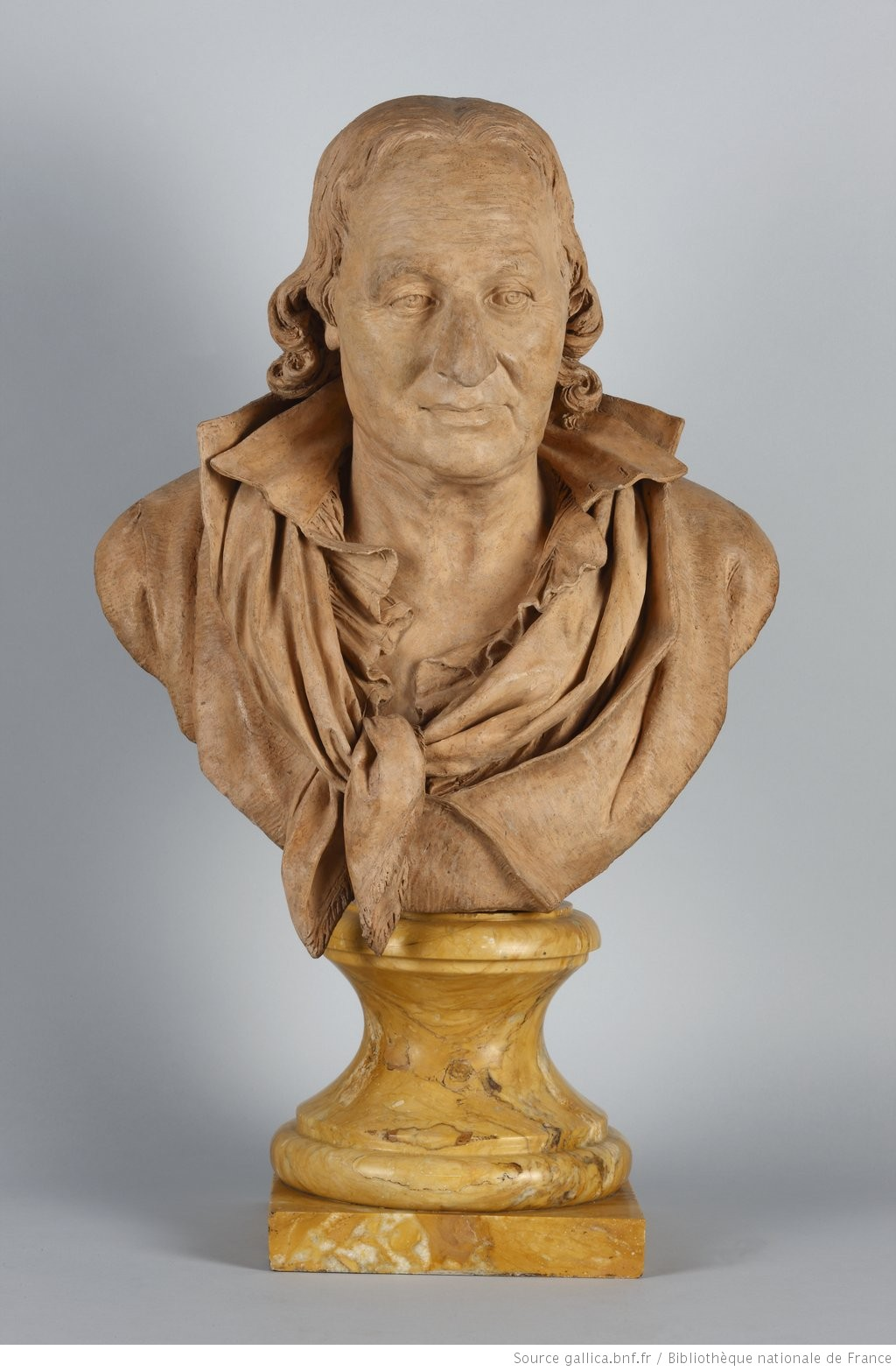
Hugues-Adrien Joly, ancien garde des estampes de la Bibliothèque nationale (1797), Paris, Bibliothèque nationale de France.

- Béthune, musée d'ethnologie régionale : Mgr de la Tour d'Auvergne, évêque d'Arras, buste en terre cuite.
- Douai, musée de la Chartreuse : Le Temps, statuette[6].
- Paris, musée du Louvre : Les Arrière-petits-enfants du peintre François Boucher jouant à la main chaude, 1799, groupe relié. Exposé au Salon de 1799 et à l’Exposition universelle de 1900[7],[8].
- Romans-sur-Isère, musée de la Chaussure : Le Savetier au travail, 1806, terre cuite.
- Troyes, musée des beaux-arts : Bonaparte en costume de Premier Consul, daté de l’an X, statuette[9].